# Chartreuse de Saïx
La chartreuse Notre-Dame-de-Bellevue de Saïx, ou plus simplement chartreuse de Saïx, est un ancien monastère de chartreux située à Castres, dans le Tarn, en région Occitanie. Le lieu tient son nom de la ville voisine de Saïx.

## Histoire

### Origine
En 1359, sous le pontificat d'Innocent VI, Raymond Saissac ou Saïsse ou Saysse ou de Saysse, un riche marchand, qui habite Castres, et son épouse Centulie de Brettes, veulent fonder une chartreuse dans cette ville; cependant ce n'est qu'après la mort du premier, survenue le 21 juillet 1361, que la fondation peut être exécutée. Raymond Saysse, par son testament, déclare donner tous ses biens au nouvel établissement auquel il assigne comme emplacement sa métairie de Bossard, aujourd'hui Boussac, sur les bords de l'Agout, près du village de Saïx.
La chartreuse prend le nom de « Belvezer » ou « Belvèse », et plus tard de chartreuse « Notre-Dame-de-Bellevue ».
À la mort de Centulie de Brettes, elle aussi lègue ses derniers biens à la chartreuse, dont le château de Touscayrats, qu'elle tient de son frère, Bérenguier de Brettes. 
Un manuscrit de la Grande Chartreuse dit que Geoffroy, évêque de Carcassonne, en accord avec l’ordre des chartreux, réunit les biens de la chartreuse de La Loubatière à la chartreuse naissante de Bellevue, près de Castres. Sur proposition du prieur de La Loubatière, du chapitre général, de l'évêque de Carcassonne, et, avec l'autorisation du Saint-Siège, la fusion des deux chartreuses et de tous leurs biens, s'opère, le 7 décembre 1423. La confirmation papale est accordée le 6 janvier 1427, par lettres de Martin V, à Bernard de Robert, archidiacre de Narbonne, chargé de son exécution. La chartreuse de Castres en s'annexant celle de la Loubatière, s'annexe aussi toutes ses dépendances: le prieuré de Fontiers avec trois quarts de la dîme, la nomination du curé et une maison dans le village; le prieuré de Villardonnel, échangé par la suite avec celui de Saint-Pierre-des-Cuisines de Toulouse, et une maison à Villardonnel qui est conservée; Capcervy et la Barthe. Capcervy est donné en emphytéose le 19 février 1430, mais la Barthe est conservée ainsi que les biens de Pezens. À partir de cette époque, le couvent de la Loubatière n'est plus occupé, mais les religieux de Castres continuent pendant longtemps à prendre le titre de religieux de la Loubatière.
Au XVe siècle, la chartreuse obtient de nombreuses terres à Escoussens, dont le château du village, où sont ainsi bâties les granges cartusiennes de Font bruno et le manoir de Fontbruno.

### La fuite à Toulouse
Après s'être agrandie grâce à la chartreuse de La Loubatière située à Lacombe, les moines doivent fuir à Toulouse durant les guerres de Religion (fin du XVIe siècle). Après le sac de leur monastère par le capitaine protestant Guilhot de Ferrières, les derniers chartreux de Castres, au nombre de onze, vont se réfugier à Escoussens. Ils sont rejoints par leur prieur, Dom Jean de Libra, qui les conduit à Carcassonne. Les chartreux occupent, la nuit, une maison qu'ils ont louée; et demeurent, le jour, dans le couvent des Franciscains. Le conseil de la ville refuse aux réfugiés de Saïx l'autorisation de s'installer à Carcassonne. Dom de Libra demande aux capitouls s'ils veulent que lui et ses moines s'établissent à Toulouse.
En 1569, les religieux chassés de Castres s'installent dans le prieuré de Saint-Pierre.

### Le retour à Castres
Dom Pacifique Tixier (†1645), prieur de Toulouse, souhaite le retour à Saïx, mais l’ordre des chartreux ne peut rentrer en possession qu’en 1647, les biens étant entre-temps attribués à la chartreuse de Toulouse. Les religieux se réinstallent sur la rive gauche de l'Agout, à la métairie de Boussac. Le rétablissement définitif est prononcé en 1674 avec la chartreuse entièrement reconstruite. Jusqu'en 1674, la chartreuse de Toulouse se considère comme étant, et est, en réalité, la chartreuse de Castres transférée à Toulouse. Ce qui lui permet de percevoir les revenus de la chartreuse de Saïx. Le Chapitre général, en 1674, prononce la nouvelle érection du couvent de Castres, ce qui enlève à celui de Toulouse la majeure partie de ses ressources. La Chartreuse de Castres, est obligée, de payer à celle de Toulouse une rente de cinq mille livres, mais trouve moyen de rogner cette pension ce qui est l'origine, entre les deux couvents, d'un conflit qui dure trente ans.

### La dissolution
Le 13 février 1790, l'Assemblée constituante prononce l'abolition des vœux monastiques et la suppression des congrégations religieuses. La communauté opte pour la vie commune en 1790, mais l’élection d’un supérieur schismatique amène la dissolution en décembre 1791. Les bâtiments servent de prison pendant la Terreur, maison commune aux prêtres détenus du Tarn.
L'ensemble des bâtiments religieux sont rasés lors de la Révolution française, après avoir servi de prison, puis avoir été vendus à un particulier, et de nombreuses œuvres de l'abbaye sont dispersées dans les églises de Castres, comme des statues de marbre à la cathédrale Saint-Benoît. Il ne demeure aujourd'hui que le mur d'enceinte, ainsi qu'un bassin. Outre un grand portail en pierre de taille de style Louis XIV, on peut trouver un certain nombre de tours à deux étages complétée d'escalier à vis. Un vivier est présent dans la courbe de l'Agout. La chartreuse a donné son nom à la zone d'activité de la chartreuse de Castres.
La chartreuse de Saïx est inscrite au titre de monument historique par arrêté du 24 janvier 1978.

## Moines notables

### Prieurs
- Jean Zeewen de Roosendael (†1472), originaire de Nimègue, profès de la chartreuse de Villeneuve-lès-Avignon, puis à celle de Valbonne, prieur de Villeneuve de 1436 à 1443, de Valbonne en 1443/1444, puis de la chartreuse de Castres, élu prieur de la Grande Chartreuse et général de l’Ordre en 1463.

- 1480 : Pierre Roux ou Ruff (†1503), docteur in utroque iure, quitta en 1480 le rectorat de la chartreuse de Villefranche-de-Rouergue pour le priorat de celle de Castres, d’où il passe à celui de Val de Cristo et, en 1492, de Villefranche-de-Rouergue. En juin 1494, il est élu prieur de la Grande Chartreuse.

- 1545 : Jean de Libra, né à Montauban, il étudie à l'Université de Cahors, y occupe une chaire pendant quelques années, se fait moine à la Chartreuse de Cahors en 1533, prieur de Glandier, puis de Castres en 1545, à Glandier en 1557, visiteur commissaire des trois provinces italiennes et prieur de la chartreuse de Milan, revient d'Italie en 1563, nommé, pour la deuxième fois, prieur de Castres[12], visiteur d'Aquitaine, prieur de Cahors en 1570[7].

- Jean de Boyer (†1684), natif de Murat, profès de Cahors, prieur de Bordeaux, commissaire général au Portugal, en Espagne, visiteur des chartreuses d'Italie, en Allemagne, convisiteur et visiteur de la province d'Aquitaine, prieur des Castres[13].

- 1684 : Pierre Lion ou Lyon, né à Toulouse (†1690), profès de la chartreuse de Cahors le 29 juin 1648, vicaire de cette maison, prieur le 15 novembre 1663, transféré en 1684 au priorat de la chartreuse de Castres, puis prieur de celle de Toulouse.

- 1678 : Joseph Torrilhon (†1706), originaire du Velay, profès de Toulouse, prieur de Castres en 1678, transféré au Puy en 1682, prieur de Bordeaux et convisiteur d’Aquitaine. En 1694, il passe prieur de Cahors et visiteur, redevient en 1701 prieur de Castres, déposé en 1705.

## Galerie

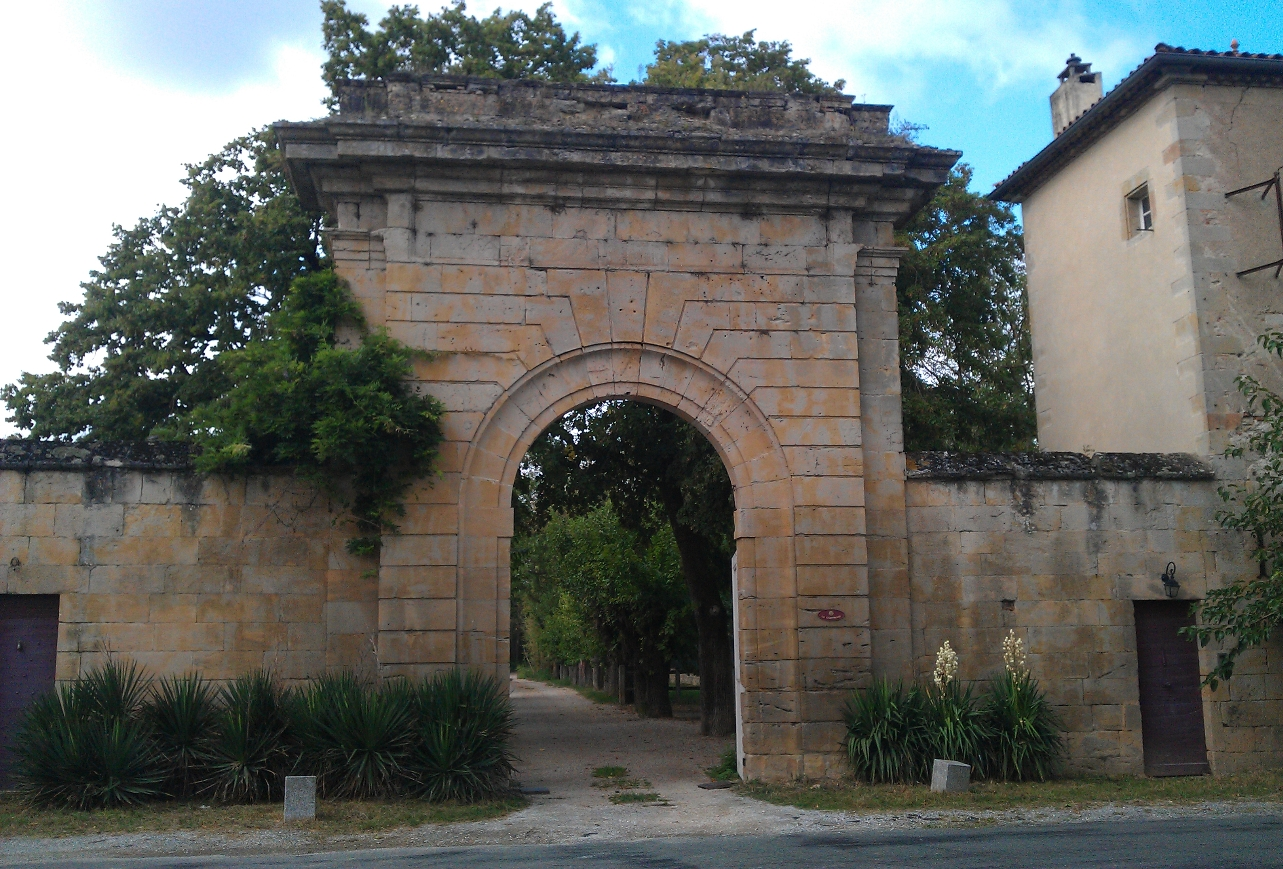
Le portail d'entrée de la chartreuse
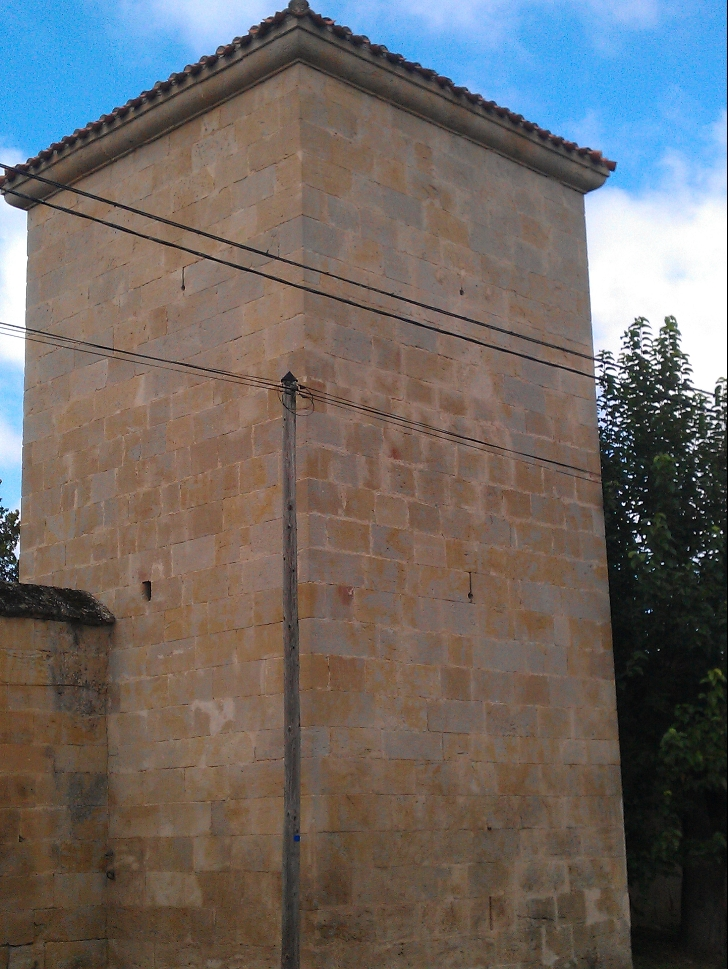
Une des tours aveugles de l'enceinte

## Héraldique
| Blason de la chartreuse de Saïx (Castres).svg | Suivant la tradition cartusienne, les chartreux adoptent les armes de leur fondateur : De gueules aux trois bandes d'or, au chef d'azur chargé de trois canettes d'argent |